# Карпатський економічний район
Карпа́тський економі́чний райо́н — розташований на заході України. До складу входять:
- Львівська область
- Івано-Франківська область
- Закарпатська область
- Чернівецька область.

Площа району становить 56,6 тис. км² (9,4 % території країни), з них Львівська область займає 21,8 тис. км², Івано-Франківська — 13,9 тис. км², Закарпатська — 12,8 тис. км², Чернівецька — 8,1 тис. км²
Карпатський район межує з Польщею, Румунією, Молдовою, Угорщиною і Словаччиною, що зумовлює вигідність його географічного положення. Зв'язки з західними сусідами простежуються як на виробничому рівні, так і в сфері культури, в особливостях національного складу району. Територією району проходять найважливіші транспортні шляхи.

## Географія
Він забезпечений найрізноманітнішими природними ресурсами:
- водними (найчисельніші і найменше забруднені, вони використовуються в основному для отримання гідроенергії на невеликих електростанціях, для потреб промисловості і комунального водопостачання),
- лісовими (лісистість економічного району найвища в Україні),
- мінеральними (нафта, газ, кам'яне і буре вугілля, калійні солі, торф, ртуть,самородна сірка, фосфорити, будівельний камінь (мармур, базальт), озокерит та ін.),
- земельними (земельний фонд має найнижчі показники рівня сільськогосподарської освоєності, розораності та родючості ґрунтів).

Родовища деяких копалин наявні тільки тут і мають виняткову цінність для країни.

## Сільське господарство
Сільське господарство Карпатського соціально-економічного району спеціалізується на виробництві зерна, цукрових буряків, льону-довгунця, м'ясо-молочному і м'ясо-вовняному тваринництві. Серед зернових найбільше значення мають озима пшениця, ячмінь, кукурудза, вирощують також жито, овес, гречку, із зернобобових — сою, горох, вику та ін. Провідна технічна культура в подільській частині району — цукрові буряки, у передкарпатській — льон. Вирощують картоплю переважно у домашніх та підсобних господарствах. Важливими галузями сільськогосподарського виробництва у районі стало садівництво, виноградарство. Найбільша їх площа у Закарпатській і Чернівецькій областях. Тваринництво має такі основні напрямки — молочно-м'ясне скотарство, свинарство, птахівництво, у гірській частині району розвинуте вівчарство м'ясо-вовняного напрямку. В Карпатах широкого розвитку набуло бджільництво, а показники продуктивності ставкового рибництва — одні з найвищих серед регіонів України.

## Транспорт
Провідні види транспорту: залізничний, автомобільний, трубопровідний. Густота залізниць і автошляхів є однією з найвищих в Україні. Найбільші залізничні вузли: Львів, Чоп, Стрий, Красне. У Львові, Чернівцях та Івано-Франківську є аеропорти. Через район проходить низка магістральних нафто- і газо- проводів з Росії до країн Європи. Є нафтопровід Одеса — Броди.

## Демографія
- Населення краю становить за даними останнього перепису — 6 089,5 тис. осіб (Львівщина — 2 605,96; Івано-Франківщина — 1 406,13; Закарпаття — 1 254,61; Буковина — 919,03).
- Співвідношення міського/сільського населення — 2 948,8/3 237,0 (Львівщина — 1 534,0/1 072,0; Івано-Франківщина — 586,1/820,0; Закарпаття — 460,4/794,2; Буковина — 368,3/550,8).
- Територія — 56 600 км² (Львівщина — 21 800 км²; Івано-Франківщина — 13 900 км²; Закарпаття — 12 800 км²; Буковина — 8 100 км²).
- Щільність населення — 103,3 особи на км². Район посідає друге місце (після Донецького) за щільністю населення.
- Показники народжуваності та природного приросту є одними з найвищих у районі.

Урбанізована територія з великою кількістю міст і селищ міського типу. На території краю присутні урбанізовані скупчення міст і сіл: Львівська агломерація, Івано-Франківська агломерація, Ужгород-мукачевська агломерація, Чернівецька агломерація, Дрогобицька агломерація, Червоноградська агломерація, Самбірська агломерація, Стрийська агломерація, Коломийська агломерація, Хустська агломерація.
Львів — другий за значимістю український культурний центр після Києва.
Територія краю охоплює Галичину, Буковину і Закарпаття. В гірських районах живуть самобутні групи української нації: Бойки, гуцули і частково лемки.

### Трудові ресурси
Район є трудонадлишковим і характеризується значною еміграцією населення, особливо молоді, яка зумовлена обмеженістю місць прикладання робочої сили.
За національним складом переважають українці — близько 90 %, але район є багатонаціональним.

## Рекреаційне значення
В районі функціонує рекреаційний комплекс загальнодержавного значення.
Рекреаційні ресурси: м'який клімат, гірські ландшафти, різноманітні джерела мінеральних вод, лікувальні грязі. В районі 93 санаторії і 10 будинків відпочинку.
Основні курорти: у Львівській області — Трускавець, Моршин, Немирів, в Івано-Франківській області — Яремче, Верховина, Ворохта.

## Природоохоронні території
Природоохоронні території: 1424 території та об'єкти природозаповідного фонду (211,8 тис. га). Створений Карпатський національний природний парк.
Об'єкти місцевого значення: 65 заказників, 815 пам'ятників природи, 123 парки-пам'ятники садово-паркового мистецтва, 315 заповідних урочищ.

## Особливості розвитку господарства
За економічним спрямуванням Карпатський економічний район є аграрно-індустріальним. Частка валової продукції промисловості Карпатського економічного району становить 4.0 % загальнодержавного обсягу, а сільського господарства — понад 12 %.
У галузевій структурі господарства району переважають матеріаломісткі та енергоємні галузі: гірничо-хімічна, лісохімічна й деревообробна, хімічна (кислоти, добрива, хімічні волокна, поліетилен), фармацевтична, цукрова, спиртова, виноробна, овоче-консервна, м'ясна, молочна, сироварна, борошномельно-круп'яна. Представлені також трудомісткі галузі машинобудування.

## Проблеми та перспективи розвитку
Головними проблемами сучасного розвитку Карпатського економічного району є зниження обсягів промислового виробництва, і як наслідок, високий рівень безробіття.
Серйозною проблемою є також стан довкілля. Останнім часом тут часто повторюються природні й техногенні аварії. За наявності інвестицій Карпатський економічний район може розвивати машинобудування та трудомісткі виробництва. Перспективним напрямком використання прикордонних територій є створення своєрідних економічних Єврорегіонів у Закарпатській, Львівській, і Чернівецькій областях. Перспективною галуззю в районі є рекреаційна, а тому залучення інвестицій може перетворити район у потужний регіон міжнародного туризму.